# Операція «Кокскрю»
Операція «Кокскрю» (англ. Operation Corkscrew) — морська десантна операція з висадки британських військ на італійський острів Пантеллерія, розташований між Сицилією та Тунісом 11 червня 1943 року під час Другої світової війни. Водночас проводилися операції із захоплення іншої групи італійських островів — Лампедузи, Лінози, Лампіоне.
Операція «Кокскрю» стала першою в історії Другої світової війни операцією союзників із захоплення власної території країни Осі і мала надважливе значення для майбутніх операцій на Середземноморському театрі дій, у першу чергу у прийдешній висадці на Сицилію. До того ж опанування островом надавало англо-американцям можливості позбавити Люфтваффе їхнього аеродрому на Пантеллерії, тим самим звільнивши морські шляхи для підтримки операції на Сицилії, послаблюючи облогу Мальти і відкриваючи вільний перехід до Індії через Суецький канал. Відновлення контролю Великою Британією над водами Східного/Центрального Середземномор'я сприяло тому, що подорож до Порт-Саїду, яка до того вважалася небезпечною й вимагала переходу обхідним шляхом навколо мису Доброї Надії, що було в чотири рази більше за середземноморський шлях — відстань у 25 000 миль на відміну від 6 300.

## Хід операції
Операція «Кокскрю» стала логічним завершенням перемоги союзних військ у Північній Африці й розгрому усіх сил супротивника на континенті. Після капітуляції італійсько-німецьких військ у Північній Африці між 11 і 12 травня 1943 союзники почали підготовку до вторгнення в Італію, як було вирішене на конференції в Касабланці.
З підготовкою до висадки морського десанту на італійський острів Сицилія, англо-американське командування розробило і підготувало невелику за масштабом морську операцію по захопленню Пантеллерії, як проміжного пункту на шляху до головної цілі. Вперше плани окупувати цей італійський острів розроблялися ще наприкінці 1940 року (Операція «Уоркшор»), але вторгнення було скасоване. 18 грудня 1940 року на Гібралтарі зосередилися головні сили десанту й конвой готувався до відплиття з Гібралтарської протоки для початку операції на 28 число. Однак, об 11-ї години розвідка доповіла, що оцінка ризику успішності операції різко змінилася, коли надійшла інформація про зосередження німецьких пікіруючих бомбардувальників на Сицилії.
До уваги союзників Пантеллерія повернулася на початку 1943 року, коли у ході запланованого вторгнення на Сицилію, союзна розвідка виявила радіолокатори і аеродромну інфраструктуру на острові й визначила їх яка реальну загрозу для успіху операції «Хаскі». Італійський гарнізон на острові становив близько 12 000 осіб, що спиралися на потужну оборонну систему добре оснащених та підготовлених опорних пунктів, до того ж посилених 21 артилерійською батареєю різних калібрів. Союзне командування ухвалило рішення скористатися такою можливістю перед значно більшою висадкою військ на Сицилію та проаналізувати питання організації взаємодії під час висадки з моря десанту між військово-морським та повітряним компонентами вторгнення на сильно укріплену оборону. До того ж було вирішено, подивитися, чи можливо примусити гарнізон острову до капітуляції шляхом масованого бомбардування з повітря та моря. За умови неможливості досягнення таких цілей, вторгнення десанту планувалося на 11 червня.
Розпочинаючи з кінця травня, острів піддавався потужним, неухильно зростаючим бомбардуванням. З 8 травня по 11 червня завдано 285 бомбових ударів винищувачами-бомбардувальниками, середніми і важкими бомбардувальниками, які скинули загалом 6202 тонни бомб на острів. З 80 артилерійських систем, що перебували на острові, 43 були пошкоджені, зокрема 10 не підлягали ремонту.
8 червня 1943 оперативна група Королівського флоту з 5 крейсерів, 8 есмінців і 3 торпедних катерів здійснила обстріл головного порту на острові з моря. За результатами удару ВМС з борту флагманського корабля крейсеру «Аврора» під прапором адмірала Е.Каннінгема особисто спостерігав Головнокомандувач союзними військами генерал Д.Ейзенхауер.
Гарнізон італійських військ на Пантеллерії отримав від супротивника 2 ультиматуми, на які не відповів, і 11 червня розпочалася висадка морського десанту. Як з'ясувалося пізніше, командир італійців Джино Павезі напередодні увечері бомбардував Рим з питанням дозволити скласти зброю перед переважаючими силами ворога, і отримав цей дозвіл лише зранку перед початком висадки британських військ на острів.
За годину до наближення десантно-висадочних засобів до берегової смуги, бойові кораблі ескорту відкрили потужний вогонь по усіх виявлених вогневих точках італійців. Коли перші з британських командос висадилися, італійці здалися. Як писав пізніше Вінстон Черчилль у своїх мемуарах, що єдиною жертвою британців був солдат, якого вкусив мул.

## Відео
- Operation Corkscrew — Italian Invasion WW2

36°47′27″ пн. ш. 11°59′28″ сх. д. / 36.79083° пн. ш. 11.99111° сх. д.